# 10142 Сакка
10142 Сакка (10142 Sakka) — астероїд головного поясу, відкритий 15 листопада 1993 року.
Тіссеранів параметр щодо Юпітера — 3,270.
Названо на честь Сакки (яп. さっか(作花) сакка).